# Lagrasse
Lagrasse (okzitanisch La Grassa) ist eine französische Gemeinde des Départements Aude in der Region Okzitanien. Sie ist dem Kanton Les Corbières und dem Arrondissement Narbonne zugeteilt. 
Der Ort ist als eines der Plus beaux villages de France (Schönste Dörfer Frankreichs) klassifiziert. Mit Abtei und Altstadt gehört er zu den Sehenswürdigkeiten im Katharerland.

## Geografie
Das südfranzösische Dorf mit 548 Einwohnern (Stand 1. Januar 2022) liegt im Bergland Corbières und befindet sich etwa 35 Kilometer westlich von Narbonne und 30 Kilometer südostwärts von Carcassonne in einer Talsohle des Orbieu. Das Gemeindegebiet ist Teil des Regionalen Naturparks Corbières-Fenouillèdes. Es wird neben dem Orbieu auch von seinen Zuflüssen Sou und Mattes durchquert. Das Klima ist mediterran geprägt.

## Geschichte
Der Ortsname leitet sich vom Okzitanischen grassa („fruchtbar“) ab.
Die frühe Geschichte des Dorfes ist eng mit jener der Abtei Sainte-Marie de Lagrasse verbunden. Erstmals urkundlich erwähnt ist das Kloster in einer Charta Karls des Großen, die aus dem Jahre 778 stammt. Der erste Abt war Nebridius (778–813). Das Kloster erlebte seine Blütezeit im Früh- und Hochmittelalter. Im Krieg gegen die Katharer spielte die Abtei eine wichtige vermittelnde Rolle.
Im Hochmittelalter wurde der Ort zum "befestigten Dorf mit Marktrecht" mit den Merkmalen einer Bastide ausgebaut.
Im Zuge der Französischen Revolution wurde das Kloster 1792 vom Staat eingezogen, auf zwei Baulose unterschiedlicher Größe aufgeteilt und als nationales Gut verkauft. Diese Trennung existiert im Prinzip heute noch. Der kleinere Teil wird vom Generalrat des Départements Aude genutzt und im größeren sind seit einigen Jahren Ordensschwestern der Regularkanoniker eingezogen, nachdem dieser Gebäudeteil im 19. Jahrhundert u. a. als Lazarett gedient hatte.

## Bevölkerungsentwicklung
| Jahr      | 1962 | 1968 | 1975 | 1982 | 1990 | 1999 | 2009 | 2016 |
| --------- | ---- | ---- | ---- | ---- | ---- | ---- | ---- | ---- |
| Einwohner | 622  | 665  | 623  | 696  | 704  | 615  | 598  | 546  |

## Sehenswürdigkeiten
- Die Abtei Sainte-Marie de Lagrasse liegt am Orbieu und überragt das Dorf. Sie ist seit 1923 ein französisches Kulturdenkmal (Monument historique).[2]
- Die gotische Pfarrkirche  Saint-Michel ist seit 1925 ein französisches Kulturdenkmal.[3]
- Die Pont de l’Abbaye (franz. Pont, dt. Brücke), auch Pont-Vieux genannt, ursprünglich aus dem Jahre 1303 wurde im 17. und im 19. Jahrhundert renoviert und ist seit 1907 ein französisches Kulturdenkmal.[4]
- Die alte Markthalle ist seit 1930 ein französisches Kulturdenkmal.[5]
- Der Tour Plaisance (franz. Tour, dt. Turm) ist seit 1930 ein französisches Kulturdenkmal.[6]
- Ein Haus an der Rue Foy ist seit 1937 ein französisches Kulturdenkmal.[7]
- Das Maison du Patrimoin mit mittelalterlichen Deckengemälden und Dekoren.
- Das Maison Lautier (franz. Maison, dt. Haus) an der Rue des Mazels ist seit 1948 ein französisches Kulturdenkmal.[8]
- Das Maison Maynard ist seit 1931 ein französisches Kulturdenkmal.[9]
- Das Maison Castel an der Rue des Écoles ist seit 1948 ein französisches Kulturdenkmal.[10]
- Das Maison presbytérale ist seit 1954 ein französisches Kulturdenkmal.[11]
- Die Pont de l’Alsou überspannt das Flüsschen Sou (früher: Alsou) und ist seit 1948 ein französisches Kulturdenkmal.[12]
- Das Maison des sœurs de Nevers an der Place Bouquerie ist seit 1948 ein französisches Kulturdenkmal.[13]
- Die Ruinen Prieuré de Saint-Michel de Nahuze (franz. Prieuré, dt. Priorat) an den Hängen des Gebirgszuges Montagne d’Alaric, wo für den lokalen Verbrauch auch etwas Weinbau betrieben wird (→ Corbières (Weinbaugebiet)), ist seit 1948 ein französisches Kulturdenkmal.[14]
- Die Ruinen des Stadttores, des Porte de l’Eau, sind seit 1948 ein französisches Kulturdenkmal.[15]
- Das Prieuré de Mirailles ist seit 1948 ein französisches Kulturdenkmal.[16]

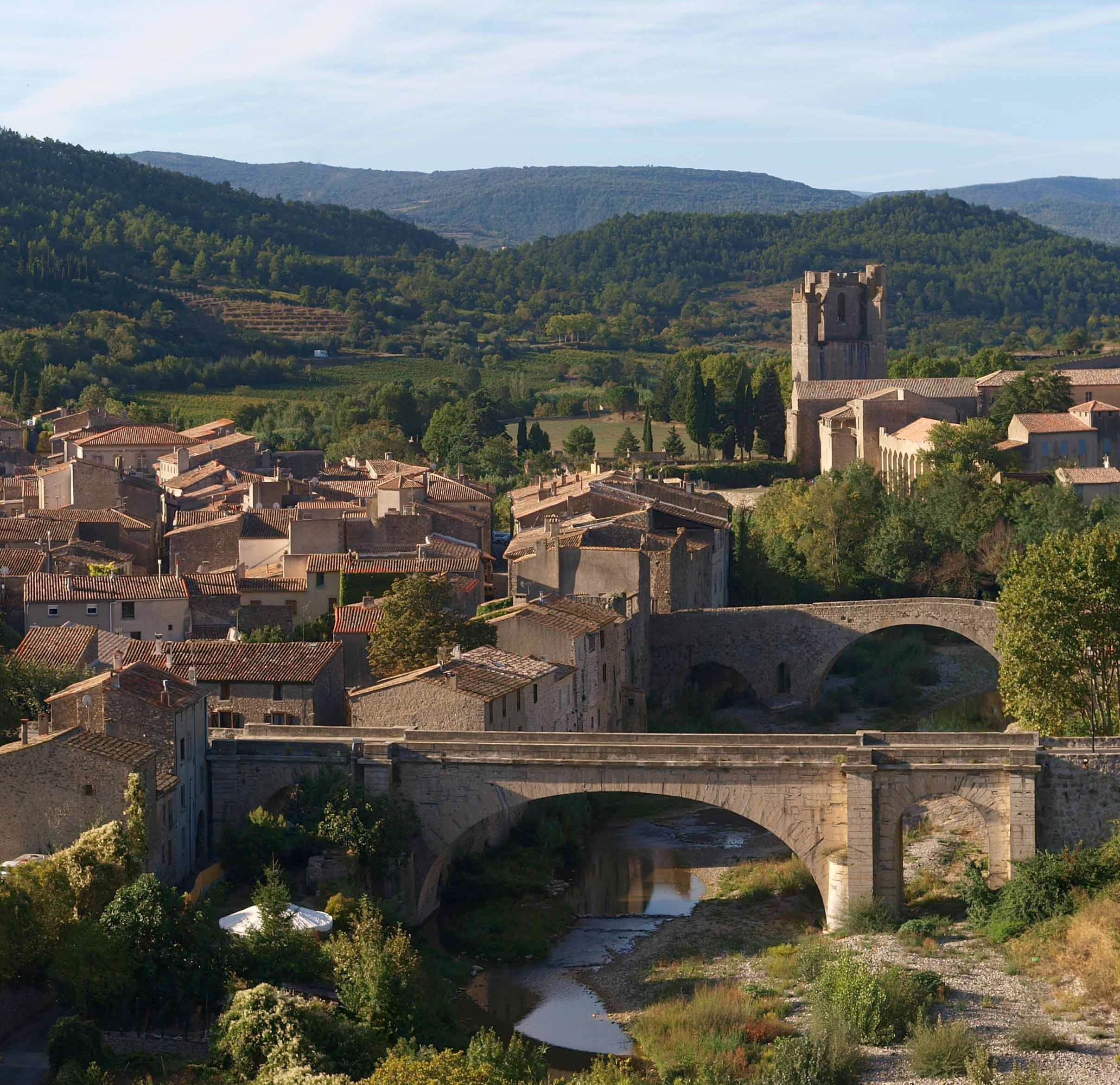
Die beiden Steinbrücken im Vordergrund und im Hintergrund die Abtei
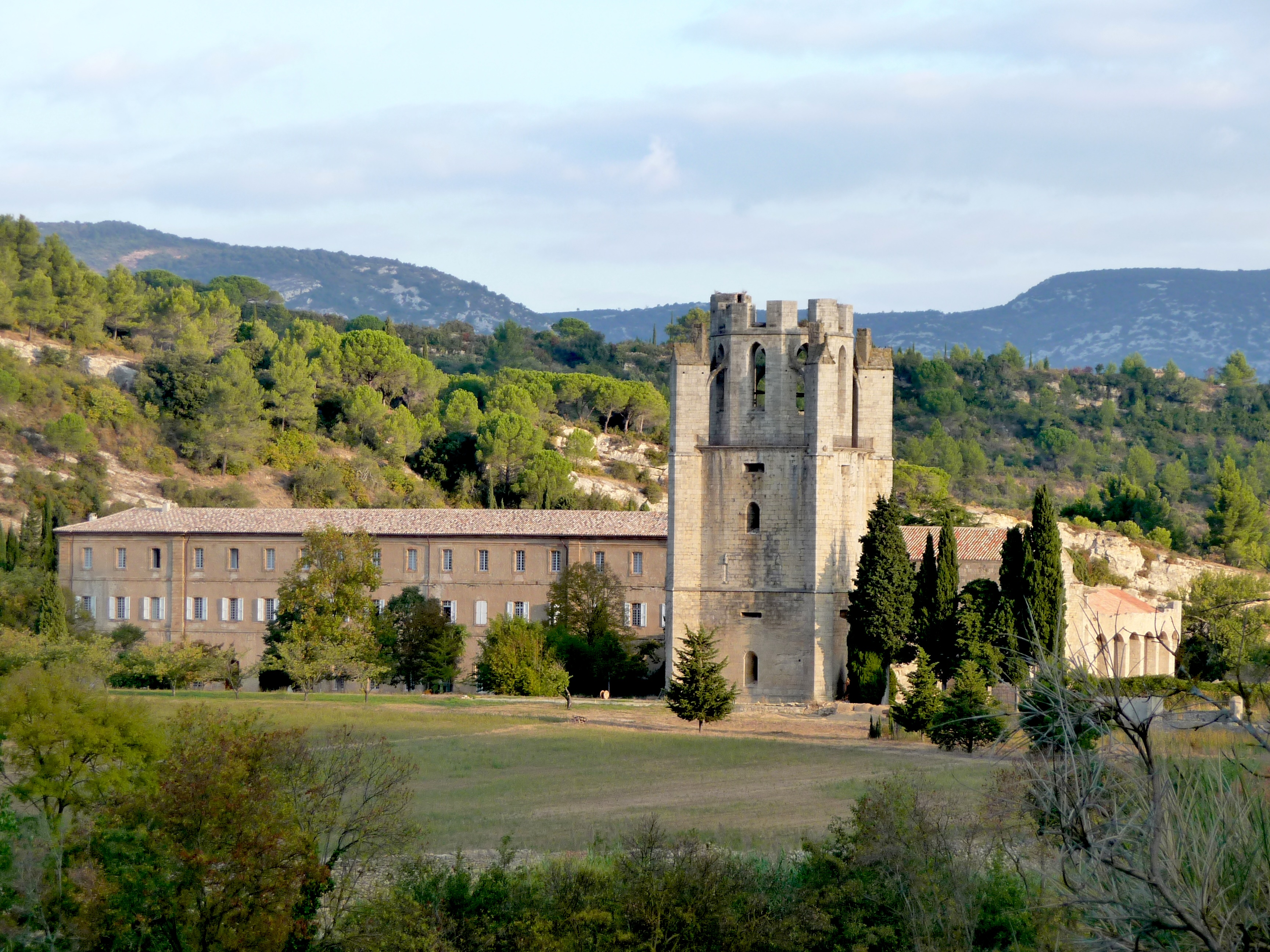
Abtei Sainte-Marie
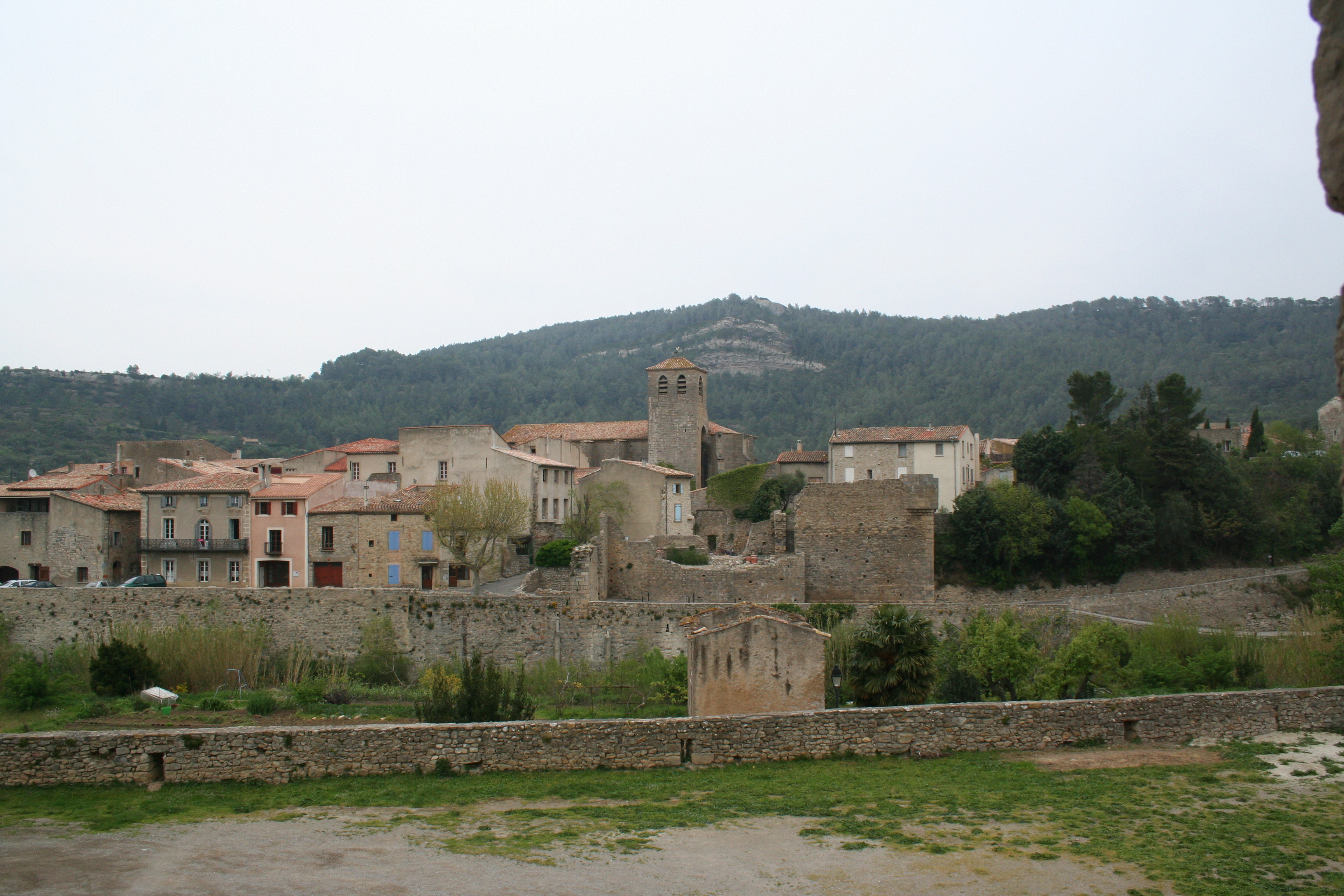
Pfarrkirche Saint-Michel
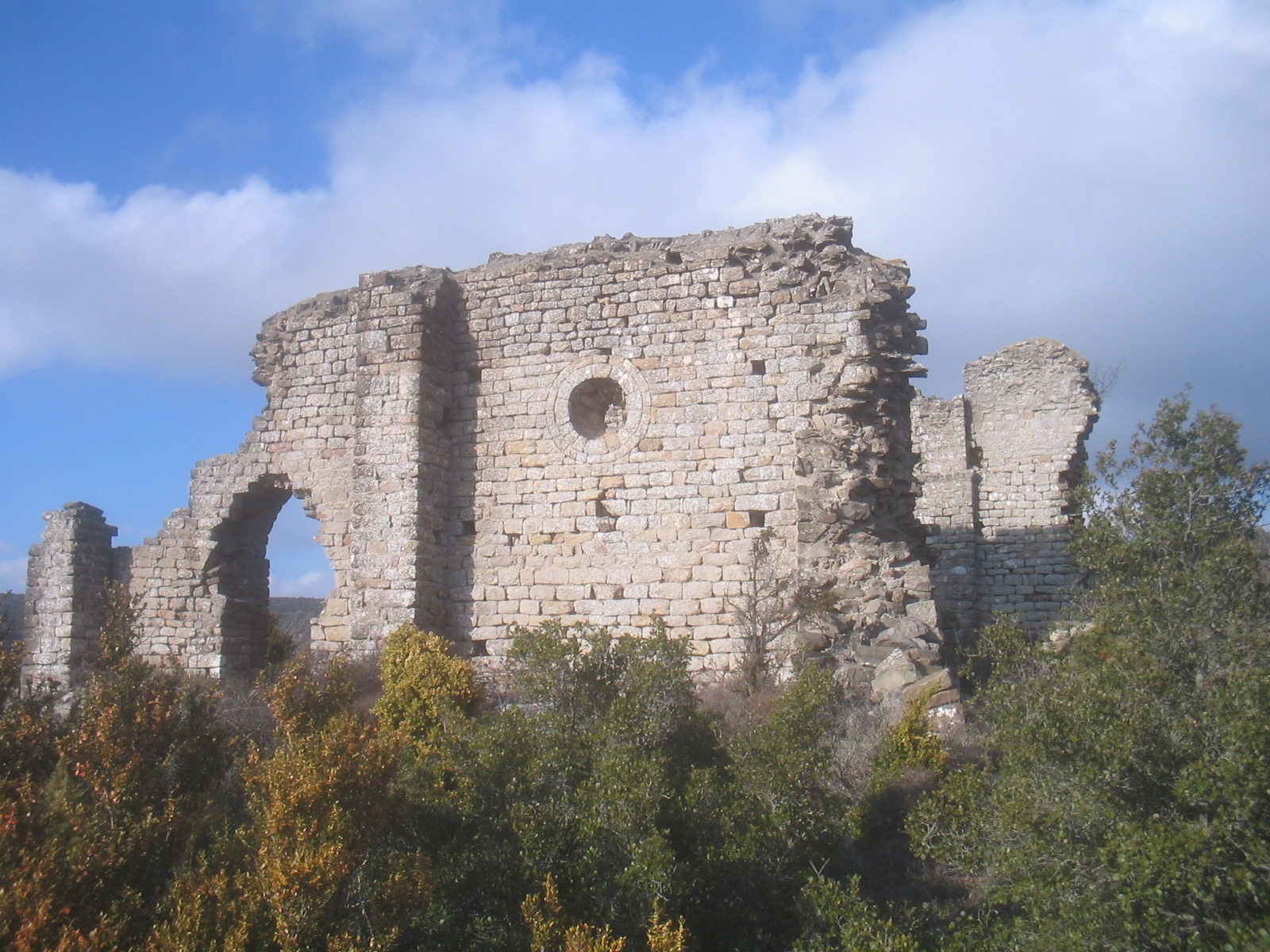
Priorat von Saint-Michel de Nahuze

## Persönlichkeiten
- Albert Cambriels (1816–1891), französischer General im Deutsch-Französischen Krieg wurde 1816 in Lagrasse geboren.